# Прапор Куземина
Пра́пор Куземина — символ села Куземин Охтирського району Сумської області. Затверджений 25 червня 2007 року рішенням сесії сільської ради. 
Автор проекту — А. Гречило.

## Опис прапора
Квадратне полотнище, розділене вертикально на дві рівновеликі смуги — малинову від древка та синю з вільного краю, у центрі — жовтий лапчастий хрест над білим півмісяцем.

## Зміст
У ХVІІ–ХVІІІ ст. Куземин був сотенним містечком. Символ опрацьовано за печаткою містечка з середини ХVІІІ ст.